# جغدک بلوطی
جغدک بلوطی (نام علمی: Glaucidium capense castaneum) زیرگونه جغد از جغدک نواری آفریقایی از خانواده Strigidae است. در غرب و مرکز آفریقا در دو زیرگونه ناهمجا یافت می‌شود که احتمالاً می‌توانند به عنوان گونه‌های جداگانه طبقه‌بندی شوند.